# Айдосова, Диана Кайратовна
Диана Кайратовна Айдосова (род. 5 сентября 1995, Алма-Ата) — казахстанская легкоатлетка, специалистка по спортивной ходьбе и марафону. Выступает за сборную Казахстана по лёгкой атлетике с 2014 года, победительница первенств национального значения, призёрка ряда крупных международных стартов, участница летних Олимпийских игр в Рио-де-Жанейро. Мастерица спорта международного класса Республики Казахстан.

## Биография
Диана Айдосова родилась 5 сентября 1995 года в Алма-Ате, Казахстан. Занималась лёгкой атлетикой под руководством тренера Натальи Георгиевны Ермоленко.
Впервые заявила о себе на международном уровне в сезоне 2014 года, когда вошла в состав казахстанской сборной и выступила на юниорском азиатском первенстве в Тайбэе, где в зачёте ходьбы на 10 000 метров выиграла серебряную медаль, уступив лишь японке Каори Кавадзоэ. Позднее в той же дисциплине заняла 26-е место на юниорском мировом первенстве в Орегоне, показала 28-й результат в гонке юниоров на 10 км на Кубке мира по спортивной ходьбе в Тайцане.
В 2015 году стала победительницей Национального кубка в Алма-Ате на дистанции 10 000 метров.
В 2016 году на соревнованиях в Подебрадах установила свой личный рекорд в ходьбе на 20 км — 1:35:13, заняла 66-е место на командном чемпионате мира в Риме. Выполнив олимпийский квалификационный норматив (1:36:00), удостоилась права защищать честь страны на летних Олимпийских играх в Рио-де-Жанейро — здесь в дисциплине 20 км показала время 1:44:49, расположившись в итоговом протоколе на 62-й строке.
В 2017 году в ходьбе на 20 км показала 15-й результат на чемпионате Азии в Номи и 47-й результат на чемпионате мира в Лондоне.
В 2018 году была восьмой на чемпионате Азии в Номи и на Азиатских играх в Джакарте, заняла 57-е место на командном чемпионате мира в Тайцане.
В 2021 году стала чемпионкой Казахстана в ходьбе на 20 000 метров.
В 2022 году финишировала второй на Алматинском марафоне, победила на Туркестанском марафоне.
За выдающиеся спортивные достижения удостоена почётного звания «Мастер спорта международного класса Республики Казахстан».